# Escudo de Berazategui
El Escudo Municipal del Partido de Berazategui fue creado por el artista plástico Ermelindo Carruega, quien ganó un concurso público en 1968 que procuraba encontrar el escudo que mejor representase al nuevo Partido, creado el 4 de noviembre de 1960.

## Descripción
El escudo es de forma circular y posee cuatro divisiones, que simbolizan:
- la industria (ángulo superior izquierdo),
- la educación y la cultura (superior derecho),
- la ciencia y la investigación (inferior izquierdo) y
- el trabajo (inferior derecho).

A su vez, las dos líneas que dividen el círculo representan una cruz. 
- La línea horizontal, más gruesa, simboliza al trabajo y esfuerzo del pueblo berazateguense.
- La línea vertical simboliza su espiritualidad.

La forma circular hace alusión al ciclo repetido de las tareas cotidianas, relacionadas con los campos que aparecen en el escudo.